# Quinto Petilio Ceriale
Quinto Petilio Ceriale Cesio Rufo (in latino Quintus Petilius Cerialis o Cerealis; 29 circa – dopo l'83) è stato un militare romano, genero dell'imperatore Vespasiano.

## Biografia

### Origini familiari e giovinezza
Ceriale nacque probabilmente in Umbria dal senatore Petilio Rufo; suo fratello più grande potrebbe essere stato Cesio Nasica, che tra il 52 e il 57, al tempo del governatorato in Britannia di Aulo Didio Gallo, sconfisse Venuzio della tribù dei Briganti.

Sposò Flavia Domitilla Minore, la figlia di Vespasiano morta prima del 1º luglio 69, più giovane di lui di almeno dieci anni. Ebbero due figli, Gaio Petilio Firmo, ufficiale della Legio IIII Flavia Felix, e Quinto Petilio Rufo, console nell'83.

### In Britannia
Il suo primo incarico importante fu quello di legato della Legio VIIII Hispana in Britannia, durante il governo di Gaio Svetonio Paolino. Partecipò alla repressione della rivolta guidata dalla regina icena Boudica (60/61), sebbene avesse in precedenza subito una sconfitta, mentre tentava di portare aiuto alla città di Camulodunum (oggi Colchester), che fu poi distrutta dai ribelli. È possibile che la sconfitta, che causò perdite pari ad un terzo della legione, fosse in qualche modo imputata a Ceriale, dato che non proseguì nel cursus honorum ricevendo il consolato.

### Anno dei quattro imperatori
Durante la guerra civile seguita alla morte di Nerone, conosciuta come "Anno dei quattro imperatori", in quanto parente di Vespasiano Ceriale fuggì da Roma, nella quale Vitellio era ancora forte malgrado la sconfitta nella seconda battaglia di Bedriaco.
Ceriale riuscì prima a formare una unità di cavalleria con la quale prese il controllo della Campania e poi a raggiungere le legioni favorevoli al suo parente che erano giunte in Italia sotto Marco Antonio Primo. Comandante dell'avanguardia di 1000 cavalieri, venne ritenuto responsabile della lentezza con cui questa si mosse verso la capitale. Giunto a Roma, subì una cocente sconfitta nella periferia della città: credendo di avere davanti a sé un nemico già sconfitto affrontò una unità mista di cavalleria e fanteria che conosceva la zona bene, e mise in rotta la cavalleria di Ceriale inseguendola fino a Fidenae.
La sconfitta di Ceriale non pregiudicò la conquista della città da parte delle truppe di Vespasiano, che, divenuto imperatore, nominò il proprio parente console suffetto per il 70, probabilmente per il periodo marzo/aprile.

### Rivolta batava
Ceriale venne inviato in Germania inferiore a fronteggiare la rivolta batava, guidata dal principe romanizzato Gaio Giulio Civile. Questa rivolta, che era scoppiata quando Vespasiano non aveva ancora preso saldamente il potere, aveva visto quattro legioni romane arrendersi al nemico. Ceriale, a capo di un forte esercito costituito dalle legioni VIII Augusta, XI Claudia, XIII Gemina, XXI Rapax e la neo-reclutata II Adiutrix, attraversò le Alpi, approfittando della mancata guardia dei valichi del Grande e Piccolo San Bernardo e del Monginevro da parte del rivoltoso Giulio Tutore, entrando nella provincia. Ulteriori rinforzi vennero dalla Britannia, con il distaccamento della XIIII Gemina, e dalla Hispania, con l'arrivo della I Adiutrix e della VI Victrix.
Viene riportato dalle fonti che Domiziano, il figlio di Vespasiano, chiese a Ceriale di consegnargli il comando delle legioni che stavano sconfiggendo Civile. Lo scopo di Domiziano era quello di acquisire prestigio con una vittoria in realtà già ottenuta da Ceriale, ma anche quello di prendere il potere. Ceriale rifiutò, scartando questa ipotesi come la fantasia di un ragazzo. E nel corso del 70 diventava console per la prima volta.

### Fine della carriera
Nel 71 Ceriale divenne governatore della Britannia, portando con sé, nell'isola, la II Adiutrix. Fu aiutato da Gneo Giulio Agricola, comandante della XX Valeria Victrix. In qualità di governatore, Ceriale condusse una campagna militare contro i Briganti in Inghilterra settentrionale ponendo per la prima vota nel 71 una fortezza legionaria ad Eboracum, nucleo della futura città di York.
Nel 74 Ceriale lasciò l'isola e tornò a Roma, dove rivestì la carica di console suffetto per la seconda volta. Nell'83 divenne console per la terza volta, come collega di rango inferiore dell'imperatore Domiziano.
Ceriale era molto noto per essere un donnaiolo, ed ebbe molte conquiste in questo senso, anche durante le sue imprese militari.

### Fonti primarie
- Giuseppe Flavio, La guerra giudaica (versione in inglese disponibile qui ).
- Tacito:
  - Annales (testo latino ; versione in inglese disponibile qui);
  - Historiae (testo latino ; versione in inglese disponibile qui);
  - De vita et moribus Iulii Agricolae (testo latino ).

Fonti secondarie
- Jona Lendering, Quintus Petillius Cerialis, su Livius.org. URL consultato il 17 agosto 2021.
- William Smith (a cura di), Dictionary of Greek and Roman Biography and Mythology, vol. 1,  p. 673.